# Sơn Thịnh (thị trấn)
Sơn Thịnh là thị trấn huyện lỵ của huyện Văn Chấn, tỉnh Yên Bái, Việt Nam.

## Địa lý
Thị trấn Sơn Thịnh nằm ở trung tâm huyện Văn Chấn, có vị trí địa lý:
- Phía đông giáp xã Đồng Khê và xã Suối Bu
- Phía tây giáp thị xã Nghĩa Lộ
- Phía nam giáp huyện Trạm Tấu
- Phía bắc giáp xã Suối Giàng.

Thị trấn Sơn Thịnh có diện tích 31,52 km², dân số năm 2019 là 8.831 người, mật độ dân số đạt 280 người/km².

## Lịch sử
Trước đây, Sơn Thịnh là một xã thuộc huyện Văn Chấn.
Ngày 15 tháng 5 năm 1995, thị trấn Nghĩa Lộ thuộc huyện Văn Chấn được tách ra để tái lập thị xã Nghĩa Lộ, huyện lỵ huyện Văn Chấn được dời về xã Sơn Thịnh.
Ngày 10 tháng 1 năm 2020, Ủy ban Thường vụ Quốc hội ban hành Nghị quyết số 871/NQ-UBTVQH14 về việc sắp xếp các đơn vị hành chính cấp huyện, cấp xã thuộc tỉnh Yên Bái (nghị quyết có hiệu lực từ ngày 1 tháng 2 năm 2020). Theo đó, thành lập thị trấn Sơn Thịnh, thị trấn huyện lỵ huyện Văn Chấn trên cơ sở toàn bộ 31,52 km² diện tích tự nhiên và 8.831 người của xã Sơn Thịnh.